# USS LST-1143
O USS LST-1143 foi um navio de guerra norte-americano da classe LST que operou durante a Segunda Guerra Mundial.